# Gai Decimi
Gai Decimi (en llatí Caius Decimius) va ser un magistrat romà del segle ii aC.
Va ser enviat com a ambaixador a Creta l'any 171 aC per demanar als cretencs tropes auxiliars per ajudar en la guerra contra Perseu de Macedònia. El 169 aC va ser pretor peregrí, i a l'any següent fou enviat com ambaixador a Antíoc IV Epífanes (174 aC-164 aC) i Ptolemeu VIII Evergetes II Fiscó per intentar reconciliar a ambdós, als que va amenaçar, en cas de seguir la guerra, en deixar de ser amics i aliats de Roma. Durant aquesta ambaixada, ell i els seus col·legues van visitar  Rodes convidat pels rodis i va parlar a favor d'ells al seu retorn a Roma.